# Giánnos Ioánnou
Giánnos Ioánnou (en grec : Γιάννος Ιωάννου), né le 25 janvier 1966 à Nicosie en Chypre, est un footballeur international chypriote, qui évoluait au poste d'attaquant.

## Biographie

### Carrière de joueur
Ayant disputé 504 matchs et 264 buts avec l'APOEL Nicosie, toutes compétitions confondues, il reste à ce jour le joueur le plus capé, et aussi le meilleur buteur de l'histoire du club. Lors de la saison 1985-86, il inscrit 22 buts et termine meilleur buteur du championnat.
Il dispute cinq matchs en Ligue des champions, pour un but inscrit, 8 matchs en Coupe des coupes, et 6 matchs en Coupe de l'UEFA, pour un but inscrit,.

### Carrière internationale
Giánnos Ioánnou compte 43 sélections et 6 buts avec l'équipe de Chypre entre 1986 et 1999. 
Il est convoqué pour la première fois par le sélectionneur national Paníkos Iakóvou pour un match des éliminatoires de l'Euro 1988 contre la Grèce le 3 décembre 1986 (défaite 4-2). 
Par la suite, le 23 novembre 1988, il inscrit son premier but en sélection contre Malte, lors d'un match amical (1-1). Il reçoit sa dernière sélection le 10 février 1999 contre Saint-Marin (victoire 4-0).

## Palmarès

### En club
- Avec l'APOEL Nicosie
  - Champion de Chypre en 1986, 1990, 1992 et 1996
  - Vainqueur de la Coupe de Chypre en 1993, 1995, 1996, 1997 et 1999
  - Vainqueur de la Supercoupe de Chypre en 1984, 1986, 1992, 1993, 1996 et 1997

### Distinctions personnelles
- Meilleur buteur du Championnat de Chypre en 1986 (22 buts)

## Statistiques

### Buts en sélection
Le tableau suivant liste tous les buts inscrits par Giánnos Ioánnou avec l'équipe de Chypre :